# Mittelstetten (Oberbayern)
Mittelstetten er en kommune i Landkreis Fürstenfeldbruck der ligger i den vestlige del af Regierungsbezirk Oberbayern i den tyske delstat Bayern. Den er en del af Verwaltungsgemeinschaft Mammendorf.
Byen ligger 13 km sydøst for Augsburg og 13 km nordvest for Fürstenfeldbruck.